# Evaldo Gomes da Silva
Evaldo Gomes da Silva, mais conhecido como Evaldo Gomes, (Teresina, 3 de dezembro de 1971) é um pedagogo e político brasileiro filiado ao Solidariedade. Atualmente é deputado estadual pelo Piauí.

## Dados biográficos
Filho de Antônio Gomes da Silva e Maria de Lourdes Oliveira da Silva. Político desde o movimento estudantil, chegou integrar o Centro Colegial dos Estudantes Piauienses (CCEPI) e a União Municipal dos Estudantes Secundaristas de Teresina (UMES). Durante o ensino superior ingressou no PCdoB e foi membro da União da Juventude Socialista, do Centro Acadêmico de Pedagogia e também do Diretório Central dos Estudantes na Universidade Federal do Piauí, onde formou-se em Pedagogia com pós-graduado em Gestão Estratégica de Pessoas pela Faculdade Piauiense (FAPI).
Presidente do diretório municipal do PDT em Teresina, foi derrotado como candidato a vereador em 2000, mas após migrar para o PTC tornou-se primeiro suplente em 2008 e exerceu o mandato quando Valdemir Virgino foi nomeado secretário municipal do Meio Ambiente em 2010 pelo prefeito Elmano Ferrer, sendo que logo depois Evaldo Gomes foi eleito deputado estadual em 2010, 2014 e 2018.
Sua filiação partidária mais recente foi ao Solidariedade e por esta legenda sua filha, Fernanda Gomes, elegeu-se vereadora de Teresina em 2020 e 2024, e o próprio Evaldo Gomes foi reeleito deputado estadual em 2022.